# Ле-Вер'єр
Ле-Вер'єр (фр. Les Verrières) — громада в Швейцарії в кантоні Невшатель.

## Географія
Громада розташована на відстані близько 75 км на захід від Берна, 36 км на захід від Невшателя.
Ле-Вер'єр має площу 28,9 км², з яких на 3,3 % дозволяється будівництво (житлове та будівництво доріг), 45,5 % використовуються в сільськогосподарських цілях, 50,8 % зайнято лісами, 0,4 % не є продуктивними (річки, льодовики або гори).

## Демографія
2019 року в громаді мешкало 644 особи (-3,4 % порівняно з 2010 роком), іноземців було 7,8 %. Густота населення становила 22 осіб/км².
За віковим діапазоном населення розподілялося таким чином: 22,7 % — особи молодші 20 років, 53,9 % — особи у віці 20—64 років, 23,4 % — особи у віці 65 років та старші. Було 312 помешкань (у середньому 2 особи в помешканні).
Із загальної кількості 219 працюючих 54 було зайнятих в первинному секторі, 76 — в обробній промисловості, 89 — в галузі послуг.